# Рудольф, Леопольд Морицевич
Леопольд Морицевич Рудольф (30 августа 1877, Рига — 21 апреля 1938, Баку) — советский композитор и педагог. Профессор.

## Биография
Леопольд Рудольф родился 30 августа 1877 года в Риге. В 1901 году окончил Московскую консерваторию по классу композиции М. М. Ипполитова-Иванова. Также занимался у С. И. Танеева.
С 1903 года работал в Саратове: преподавал в Саратовском училище Императорского российского музыкального общества, в 1912—1930 гг. — в созданной на его основе Саратовской консерватории. Среди учеников Рудольфа были, в частности, Константин Листов и Венедикт Пушков.
В 1930—1932 преподавал на рабфаке при Ленинградской консерватории, а также в музыкальных техникумах Ленинграда. В 1932—1938 был профессором и заведующим кафедрой теории музыки в Азербайджанской консерватории. Так же среди учеников Рудольфа был великий азербайджанский, советский композитор Кара Караев. Одновременно был главным редактором музыкального издательства в Баку.
Скончался 21 апреля 1938 года в Баку.

## Музыкальные произведения
- Кантата «Борцам за свободу»
- струнный квартет (1908)
- два фортепианных трио — I, II
- Элегия для скрипки и фортепиано
- для фортепиано — Мазурка, Кавалерийская рысь, детские пьесы
- романсы
- обработки народных песен
- инструментовка оперы «Наргиз» Муслима Магомаева.

## Педагогические сочинения
- Руководство к анализу музыкальных форм. — Саратов, 1914.
- Повторительные упражнения по гармонии на фортепиано (на правах рукописи). — Баку, 1935.
  - 2-е изд. — Упражнения по гармонии (за фортепиано). — Баку, 1961.
- Гармония (практический курс). — Баку, 1938.